# Parafia św. Małgorzaty w Chojnie
Parafia św. Małgorzaty w Chojnie – parafia rzymskokatolicka w dekanacie Kcynia, w diecezji bydgoskiej.
Probostwo zostało erygowane przed 1364 rokiem. Pierwszym kościołem był drewniany budynek wzniesiony przez cystersów z Łękna.
Obecna świątynia parafialna św. Małgorzaty o konstrukcji szachulcowej z kwadratową wieżą konstrukcji słupowej, została zbudowana w 1776 roku z fundacji starosty wałeckiego Macieja Mielżyńskiego. Barokowy ołtarz główny z XVIII w. został przeniesiony z klasztoru  bernardynów w Gołańczy. W ołtarzu bocznym w stylu regencji umieszczony jest obraz przedstawiający św. Małgorzatę oraz herb Nałęcz z inicjałami wojskiego wschowskiego Piotra Raczyńskiego. W latach 1906–1930 proboszczem był ks. Józef Duczmal, który przyczynił się do umocnienia polskości na terenie parafii.
Miejscowości należące do parafii to: Chojna, Dobieszewko, Jeziorki oraz Potulin.

## Grupy parafialne
Bractwo Św. Małgorzaty, Kantorki, Matki Różańcowe, Ministranci, Lektorzy, Stowarzyszenie Powołań Kapłańskich.